# Guvernörspalatset, Rijeka
Guvernörspalatset (kroatiska: Guvernerova palača, italienska: Palazzo del Governatore) är ett kulturminnesmärkt palats i Rijeka i Kroatien. Det uppfördes åren 1893–1896 i högrenässansstil enligt ritningar av den ungerske arkitekten Alajos Hauszmann. Då Fiume (dagens Rijeka) var ett corpus separatum i Kungariket Ungern inom Österrike-Ungern tjänade Guvernörspalatset som residens för guvernören och företrädaren för Sankt Stefanskronans länder i staden. Palatset är beläget på en höjd norr om Gamla stan och rymmer idag det Kroatiska kustlandets sjöhistoriska museum.

## Bakgrund
Åren 1779–1919 var Rijeka (då officiellt känt under sitt italienska namn Fiume) ett corpus separatum i i Kungariket  Ungern, inom habsburgska riket (sedermera Österrike och Österrike-Ungern). Den kroatisk-ungerska kompromissen från år 1868 som hade föranletts av den österrikisk-ungerska kompromissen år 1867 innebar att Rijeka från år 1870 och framdeles skulle sortera under Sankt Stefanskronans länder. På den ungerske premiärministern förslag skulle den österrikiske kejsaren och ungersk-kroatiske kungen hädanefter utse en guvernör att styra Rijeka. De första guvernörerna residerade i en byggnad vid Adriatiska torget i centrala Rijeka. Även det centrala posthuset användes som guvernörsbostad. Under den ungerske guvernören greve Lajos Batthyány mandatperiod (1892–1896) beslutades att en ny representativ guvernörsbyggnad skulle uppföras.  

## Arkitektur och historik
Guvernörspalatset uppfördes åren 1893–1896. Som modell användes en byggnad med stildrag från den italienska renässansen. Den ungerska regeringen anförtrodde utformningen av byggnaden till den välrenommerade arkitekten Alajos Hauszmann som var upphovsmannen bakom flera framstående byggnader i bland annat Budapest. På en höjd riktat mot havet och med fria ytor runt huskroppen uppfördes ett palats med en fasad av vit sten. Palatsets uppförande anförtroddes byggfirman Burger & Conighi. Dess dekorativa element är ett verk av Antal Szabó och dess järnsmidesdetaljer är utförda av Schlicks gjuteri.

## Kultur
I samband med Rijekas karneval hålls den traditionella karnevalsbalen varje år i palatset.  